# Alcalífil
Alcalífils (en anglès:Alkaliphiles) són microbis classificats com extremòfils que prosperen en ambients molt alcalins amb pH entre 9 a 11 com en els playa lakes i en sòls rics en carbonatats. Per tal de sobreviure, els alcalífils mantenen un nivell de pH relativament baix (8) dins les seves cèl·lules bombejant de forma constant ions d'hidrogen (H+) en la forma d'ions oxoni (H₃O+) a través de la seva membrana cel·lular cap al seu citoplasma.
Entre els exemples s'hi troben:
- Geoalkalibacter ferrihydriticus[1]
- Bacillus okhensis[2]
- Alkalibacterium iburiense[3]